# Madame Bovary (1937)
Madame Bovary ist ein deutscher Spielfilm aus dem Jahr 1937 von Gerhard Lamprecht mit Pola Negri in der Hauptrolle.

## Handlung
Landarzt Dr. Bovary hat Emma, eine schöne, sinnliche Frau, geheiratet. In der Ehe mit dem zwar gutherzigen und anständigen, aber auch schrecklich langweiligen Mann ist sie alles andere als glücklich. Das Paar ist in das Provinzstädtchen Yonville gezogen, wo der Doktor eine eigene Praxis eröffnen will. Die ehrgeizige Emma hat aber nur ein Ziel: Sie will unbedingt nach Paris, denn nur dort, so meint sie, brummt das Leben. Dr. Bovary hat die Marquise d‘Andervillier erfolgreich behandelt, daher wird das so ungleiche Ehepaar auf das Schloss der Patientin und ihres Gatten eingeladen, wo gerade eine Gesellschaft gegeben wird. Umringt von Bewunderern und Galanen wie Roudolphe Boulanger ist die kleine Arztfrau mit dem unstillbaren Drang nach Höherem dort in ihrem Element. Die Haute Volée ist Emmas Ziel, dort will sie hin- und dazugehören. Und so beginnt sie verschwenderisch einzukaufen, hier mal ein luxuriöses Kleid, dort mal kostbarer Schmuck. Bald hat sich die Madame stark verschuldet und so gerät sie in die Hände des Kredithais L‘Heureux. Der hat bald reichlich Wechsel von ihr in den Händen, wodurch die Arztgattin erpressbar ist.
Madame Bovary wird auch gegenüber den Schmeicheleien und Annäherungsversuchen des weltmännisch galanten Boulanger immer zugänglicher, und eines Tages beschließen beide, gemeinsam durchzubrennen. Nach einem Gespräch mit seinem Verwalter kommen dem Lebemann jedoch Bedenken, und so reist er ohne Emma ab. In ihrer Enttäuschung erleidet Madame einen Nervenzusammenbruch. Auch bei ihrem Gatten läuft beruflich nicht alles rund, bei einer schwierigen Operation stirbt ihm fast der Patient. Die Hoffnung, sich durch eine herausragende fachärztliche Leistung für Paris zu empfehlen, muss er erst einmal aufgeben. Es kommt noch schlimmer; jetzt wird auch noch L‘Heureux unruhig. Der kreditgebende Kaufmann verlangt von Madame Bovary, dass sie endlich ihre Wechsel einlöst und das Geld, das sie ihm schuldet, zurückzahlt. Doch dazu ist sie nicht imstande. In ihrer Verzweiflung wendet sie sich an den Rechtsanwalt Léon Dupuis, den sie seit gemeinsamen Stunden für einen echten Freund hält. Doch der verlangt dafür Gegenleistungen, die zu leisten sie nicht bereit ist. Nun scheint Boulanger als letzter Rettungsanker, doch dieser hat soeben geheiratet und befindet sich auf Hochzeitsreise.
Emma Bovary sieht sich am Ende. Ohne Aussicht auf Hilfe begibt sie sich zurück zu Mann und Heim. Ihr Weg führt an der Stadtapotheke vorbei, wo sie ein Gespräch des Apothekerehepaars mithört, demzufolge Emma Bovary und ihr Mann mittlerweile von allen in der Stadt verachtet werden. Sie schleicht sich zum Giftschrank des Apothekers und entnimmt, ohne bemerkt zu werden, eine Ampulle. Wieder daheim, schluckt sie deren Inhalt. Als ihr Mann heimkommt, liegt seine Frau, die ihn um Vergebung bittet, im Sterben. Jede Hilfe kommt zu spät.

## Produktionsnotizen
Madame Bovary wurde ab Mitte Februar 1937 in den UFA-Ateliers von Neubabelsberg gedreht, dem heutigen Studio Babelsberg. Uraufführung war am 23. April 1937 im Berliner Capitol.
Produzent Franz Vogel übernahm auch die Produktionsleitung. Die Bauten stammten von Otto Moldenhauer. Für den Ton sorgte Werner Pohl. Die Tänze wurden von Egon Molkow einstudiert.
Es wurde ein Musiktitel gespielt: „Du bist die ganze Welt für mich!“

## Rezeption
„Das Thema des Romans ist mit Geschmack und Takt behandelt, das Drehbuch, das Hans Neumann und Erich Ebermayer schrieben, lehnt sich eng an den Roman an.“

In Paimann’s Filmlisten ist zu lesen: „Während die in manchem versüßlichte Handlung den Geist ihrer Epoche (70er Jahre) geschickt charakterisiert, fehlt es ihr oft an zeitlichen und psychologischen Übergängen, packen erst die abschließenden Szenen. In den Dialogen wirkt vieles schon etwas verstaubt. Die Darstellung hingegen ist überzeugend und maßvoll, Becce‘s Musikuntermalung einfühlsam, die meist zu sehr im Atelier haftende Aufmachung milieugerecht (französische Kleinstadt). (…) …ein guter Mittelfilm, in der Wirkung auf Frauenpublikum allenfalls mehr“.